# Zamość Wschód
Zamość Wschód – kolejowy przystanek osobowy na terenie Zamościa, w województwie lubelskim, w Polsce. Znajduje się przy ul. J. Zamoyskiego (w pobliżu os. Zakole).

## Ruch pasażerski
| Rok  | Wymiana pasażerska na dobę |
| ---- | -------------------------- |
| 2017 | 50-99                      |
| 2022 | 50-99                      |

Jest jednym z trzech miejsc planowego zatrzymywania się pociągów pasażerskich na terenie miasta, obok stacji Zamość i przystanku Zamość Starówka.
Początkowo otwarcie przystanku planowano na 2012 rok, ale z powodu nieporozumień między miastem i zarządcą infrastruktury prace budowlane opóźniły się o trzy lata. Początkowo nie było możliwości kończenia biegu szynobusów na przystanku, zmiana kierunku jazdy odbywała się na posterunku Jarosławiec, oddalonym o kilka kilometrów. Powodowało to podrażanie obsługi i spowodowało zawieszenie ruchu pociągów do przystanku Zamość Wschód. Przerwa w ruchu została wykorzystana na przebudowę infrastruktury, w efekcie czego zmiana kierunku jazdy pociągów Regio odbywa się na pobliskim posterunku Szopinek.
Przystanek obsługuje połączenia pospieszne – codzienne pociągi InterCity do stacji:
- Hrubieszów Miasto (przez: Werbkowice),
- Kraków Główny (przez: Biłgoraj, Stalową Wolę, Tarnobrzeg, Dębicę),
- Świnoujście (przez: Lublin, stację Warszawa Centralna, Poznań, Szczecin)

oraz połączenia osobowe – pociągi Regio do stacji/przystanków:
- Bełżec[6] (przez: Zawadę, Zwierzyniec, Susiec),
- Lublin Główny (przez: Zawadę, Krasnystaw, Świdnik),
- Zawada, gdzie są skomunikowane z pociągami Regio do Bełżca.

## Powiązania komunikacyjne
W pobliżu przystanku znajduje się parking oraz przystanki autobusowe komunikacji miejskiej: Os. Zamoyskiego, Zamoyskiego - Os. Zakole i Zamoyskiego - Myjnia.